# Theoa
Theoa tricaudata es una especie de araña araneomorfa de la familia Linyphiidae. Es el único miembro del género monotípico Theoa.

## Distribución
Se encuentra en  Malasia y las islas Seychelles